# ナショナル・ゴールデン・スペシャル・シリーズ
『ナショナル・ゴールデン・スペシャル・シリーズ』は、1968年4月22日から同年5月20日までTBS系列の『ナショナル劇場』で放送された、単発テレビドラマシリーズ名称である。全5回。
5種類の単発ドラマを放送したシリーズで、『ナショナル劇場』では唯一の単発シリーズ。更に本作からドラマに於いては、シリーズ初のカラー放送となった。

## 『パパの青春』
4月22日に放送。

### 出演者
- 中村竹弥
- 星由里子
- 黒沢年男
- 前田美波里
- 飯田蝶子
- 沢村貞子
- 扇千景
- 人見明
- ほか

### スタッフ
- 原作：中野実
- 脚本：松山善三
- 監督：鈴木英夫

## 『かげろう』
4月29日に放送。

### 出演者
- 長谷川一夫
- 浅丘ルリ子
- 淡島千景
- 加藤和恵
- 村田知栄子
- 沢村宗之助
- 菅井一郎
- 渡辺篤
- 見明凡太郎
- ほか

### スタッフ
- 演出：山本和夫

## 『青春をわれらに』
5月6日に放送。かつて放送された『七人の孫』の主要キャストが出演。

### 出演者
- 森繁久彌
- 大坂志郎
- 加藤治子
- 藤間紫
- 松山英太郎
- 清水元
- 高林由紀子
- ほか

### スタッフ
- 原作：源氏鶏太
- 脚本：松木ひろし
- 演出：橋本信也

## 『金婚式』
5月13日に放送。唯一にして、『ナショナル劇場』などでも珍しい松竹新喜劇出演者で構成。

### 出演者
- 渋谷天外
- 藤山寛美
- 藤純子
- 清川虹子
- 小島秀哉
- 西河薫
- 酒井光子
- 小島慶四郎
- ほか

### スタッフ
- 脚本：舘直志（渋谷天外の筆名）
- 演出：舘直志

## 『はーいただいま』
5月20日に放送。

### 出演者
- 吉永小百合
- 石坂浩二
- 梓英子
- 山口崇
- 細川ちか子
- 桑山正一
- 角梨枝子
- ほか

### スタッフ
- 脚本：井手俊郎